# Catedral de Périgueux
La Catedral de Périgueux puede hacer referencia a la actual catedral católica de la ciudad de Périgueux, Francia, dedicada a San Frontis (Cathédrale Saint-Front de Périgueux), que ha sido la catedral desde 1669, o a su predecesora, que sigue funcionando como iglesia parroquial, dedicada a San Esteban, la iglesia de San Esteban de la Ciudad (Cathédrale Saint-Étienne-de-la-Cité de Périgueux).
En los siglos IV y V se construyó por primera vez una iglesia en la zona. En 976 el obispo Frotaire construyó la abadía de San Frontis en la ubicación de la iglesia. La abadía fue consagrada en 1047. Su coro abovedado albergaba la tumba de San Frontis, que fue esculpida en 1077 por Guimaunond, un monje de la abadía de Chaise-Dieu. Esta tumba estaba decorada con numerosas piedras preciosas y esculturas, en especial un ángel con aureola hecho de piezas de cristal que se encuentra ahora en el Museo de Périgord.
La catedral debe su nombre a San Frontis, primer obispo de Périgueux. La catedral, en cualquiera de los dos edificios, ha sido y es la sede del obispo de Périgueux, u obispo de Périgueux y Sarlat, como se llama la diócesis desde 1854.
Ambos edificios están situados en el centro de Périgueux y la catedral de San Frontis se ha clasificado como un monumento histórico francés (Monument historique) desde 1840. Fue reconstruida por el arquitecto Paul Abadie entre 1852 y 1895. De las estructuras anteriores solo se dejaron el campanario y las criptas, ambos del siglo XII.
También forma parte de los Caminos de Santiago en Francia, declarados Patrimonio de la Humanidad por la Unesco en 1998 con el código 868-001.

## Arquitectura

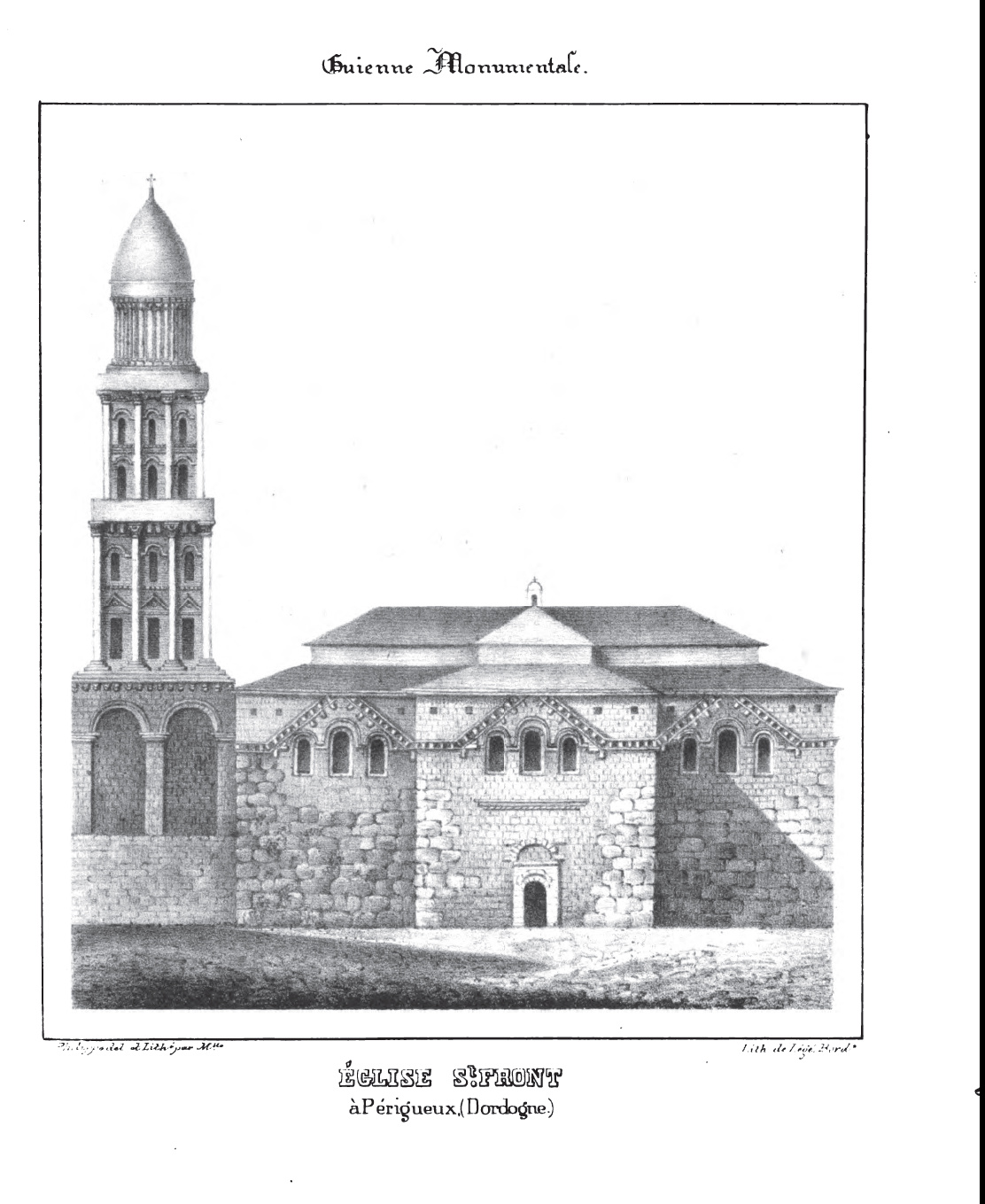
San Frontis de Périgueux (1842).

La Catedral de San Frontis fue diseñada inspirándose en la Basílica de San Marcos de Venecia. La planta de la catedral tiene forma de cruz griega. Sus cinco cúpulas con torretas muestran una relación arquitectónica directa con los edificios religiosos orientales, que sirvieron como inspiración para los arquitectos de la catedral. Sus cúpulas eran anteriormente diferentes en tamaño, pero fueron rediseñadas por el arquitecto Paul Abadie con el mismo tamaño y una disposición simétrica. Los pilares que soportan el peso de la estructura tienen seis metros de anchura.

## Galería de imáges

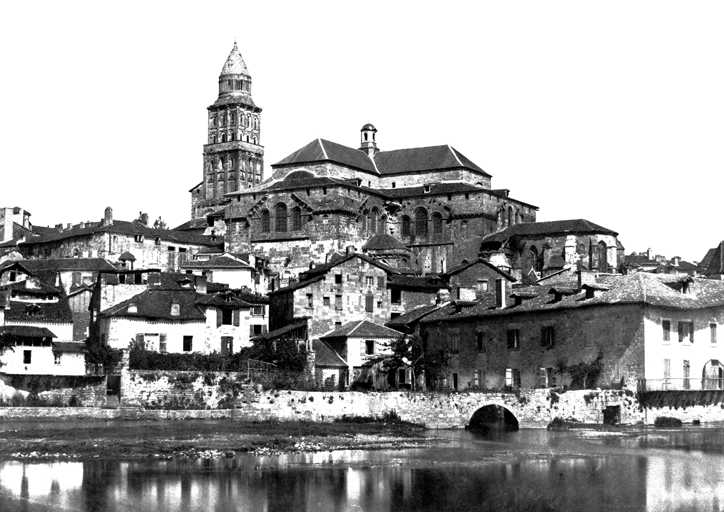
La Catedral de San Frontis antes de la restauración de Paul Abadie. Fotografía tomada por Médéric Mieusement antes de 1893.
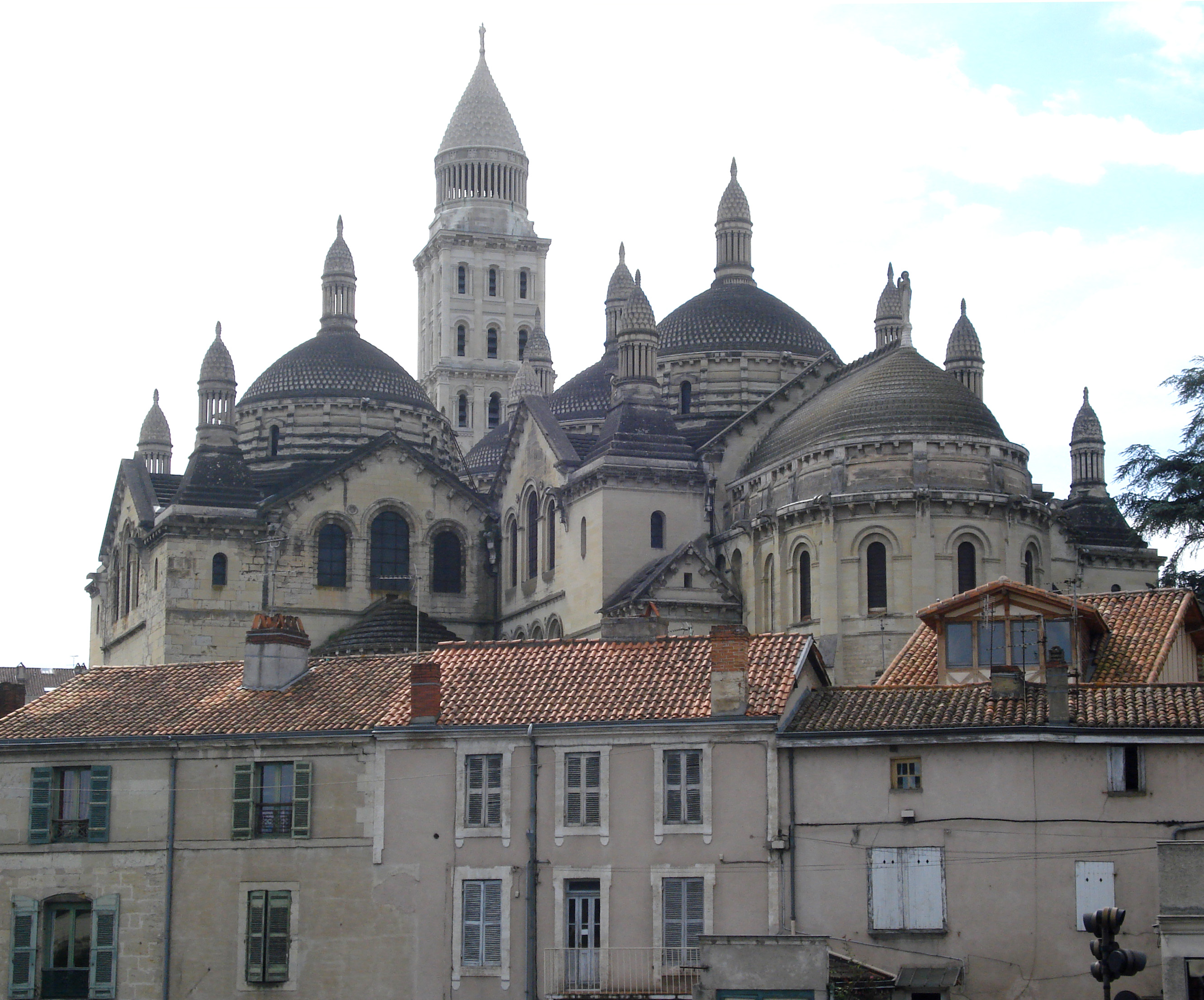
Cúpulas y torretas añadidas a la Catedral de San Frontis por Paul Abadie a mediados del siglo XIX.
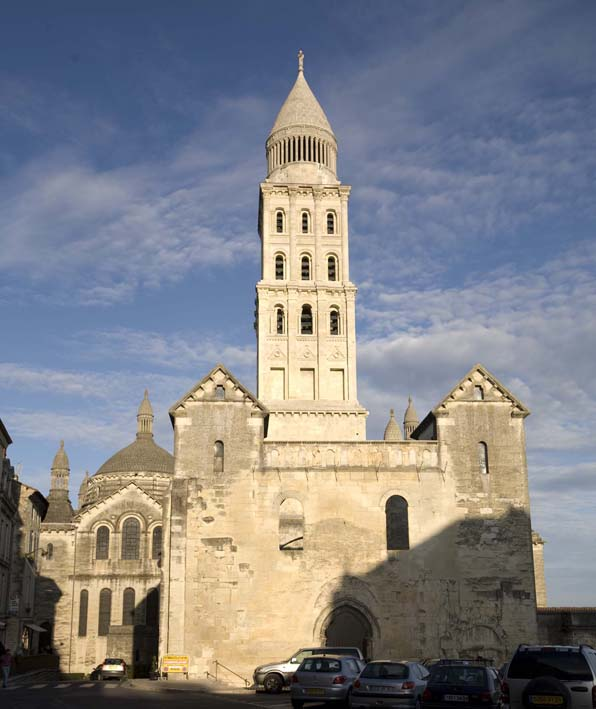
Vista del campanario de la catedral.
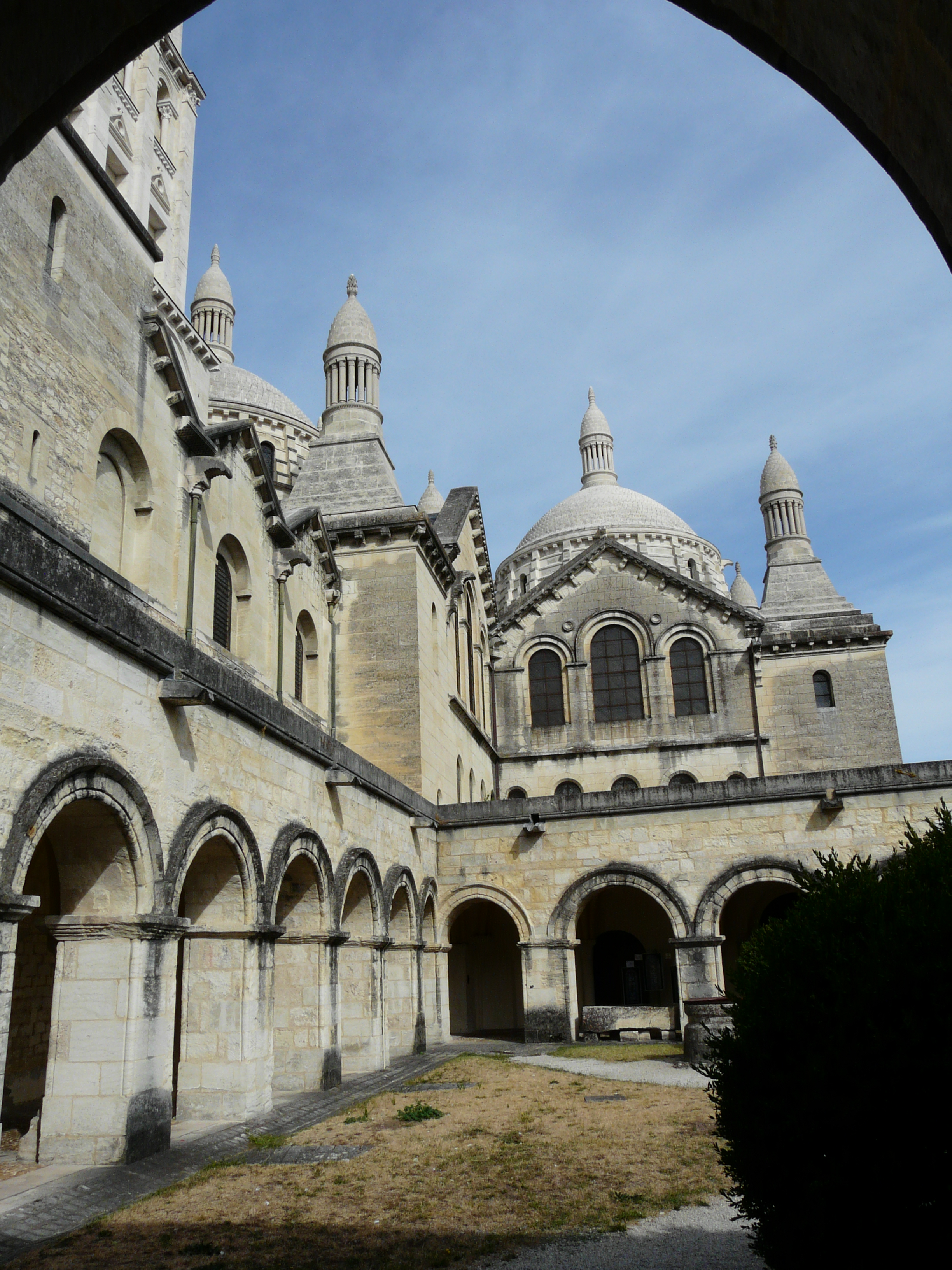
Vista desde el oeste del claustro.